# Polígono de San Pablo
El Polígono de San Pablo es un barrio del distrito San Pablo-Santa Justa en la ciudad de Sevilla, Andalucía, España. Este barrio popular está delimitado por las siguientes vías: Avenida del Greco, calle Tarso, avenida de la Ada, calle Tesalónica, calle Damasco, calle Antioquia y avenida de Kansas City.

## Historia
Durante la dictadura del general Franco, se crearon en Sevilla muchos barrios con viviendas nuevas para familias que algunas antes se hacinaban en corrales de vecinos.
Entre las barriadas construidas en esta época se encuentran: Santa Teresa, Amate, Juan XXIII, Las Candelarias, La Barzola, Rochelambert, Los Pajaritos, Pío XII, León XIII, el Rocío, las Hermandades del Trabajo, las Letanías, los Diez Mandamientos, La Oliva, el Polígono Norte, Santa María de Ordaz, El Tardón, Santa Cecilia, etc.
En este contexto, la Obra Sindical de Hogar y Arquitectura edificó entre 1963 y 1967 más de 8.800 viviendas de protección oficial, siguiendo un plan de ejecución dividido en cinco fases. Cada una de las fases se dedicó a un barrio que iba siendo categorizado con una letra: A, B, C, D y E.
Entre 1964 y 1966 se edificó en barrio A (2006 viviendas), el barrio B (1.920 viviendas), el barrio E (1.498 viviendas). El barrio D fue realizado entre 1963 y 1968. El barrio C (1600 viviendas) fue edificado entre 1974 y 1976. En la parcela del barrio C había casas provisionales realizadas para las personas que se vieron afectadas por la inundación del Tamarguillo de 1961.

## Características
Fue edificado con bastantes equipamientos: locales comerciales, centros de salud, centros administrativos, centros sociales, centros comerciales, colegios, guarderías, parroquias, un cine, zonas de recreo y buenas comunicaciones.
Las calles del sector A fueron rotuladas con nombres de cantes flamencos, algunas calles del barrio B llevaban nombres de cantaores y en el barrio E las calles llevaban nombres de toreros.
Junto al sector C se construyó el Palacio de los Deportes, que es el polideportivo más grande de la ciudad. Costó 800 millones de pesetas y fue inaugurado en 1987.
La parroquia de San Pablo está ubicada en la avenida de la Soleá. Fue inaugurada el 26 de julio de 1966. Es de arquitectura moderna. En su interior destacan un lienzo del apóstol san Pablo de Tarso, obra de Santiago del Campo, y la imagen de la Virgen del Amor.
En el barrio se fundó en 2005 la Hermandad de Jesús Cautivo y Rescatado, también conocida como Hermandad de San Pablo.

## Vecinos ilustres
- Rafael Gordillo Vázquez:  exfutbolista internacional español, jugador del Real Betis Balompié y del Real Madrid.
- Manuel Barrios Gutiérrez, novelista, ensayista, flamencólogo, autor teatral, hombre de radio y periodista español
- Rafael Escuredo Rodríguez, político español que ostentó el cargo de presidente de la Junta de Andalucía.
- Antonio Ramiro Pérez, exfutbolista.
- Cantores de Híspalis,  grupo musical de sevillanas.
- Falete:, cantaor de flamenco y de coplas.
- BARCO:(Jose Carlos Barco Ramírez) cantaor de saeta y coplas.
- El Risitas: (Juan Joya Borja), actor y humorista.
- Francisco de Asís García de Luna, organista y Musicólogo
- Antonio Luque "Sr. Chinarro", músico